# ثيودور أ. غلين
ثيودور أ. غلين هو سياسي أمريكي، ولد في 8 نوفمبر 1881 في Roxbury, Boston ‏ في الولايات المتحدة، وتوفي بنفس المكان في 6 فبراير 1950. انتخب عضو مجلس نواب ماساتشوستس ‏.